# Reprezentacja Czech w koszykówce mężczyzn
Reprezentacja Czech w koszykówce mężczyzn - drużyna, która reprezentuje Czechy w koszykówce mężczyzn. Za jej funkcjonowanie odpowiedzialny jest Czeski Związek Koszykówki (ČBF). Trzykrotnie brała udział w Mistrzostwach Europy. Jej najlepszym osiągnięciem jest zajęcie w tych zawodach 7. miejsca w 2015 roku.

## Udział w imprezach międzynarodowych
- Mistrzostwa Europy
  - 1999 - 11. miejsce
  - 2007 - 15. miejsce
  - 2013 - 13. miejsce
  - 2015 - 7. miejsce